# 札幌市立もみじ台中学校
札幌市立もみじ台中学校（さっぽろしりつもみじだいちゅうがっこう）は、札幌市厚別区にある市立の中学校である。

## 沿革
- 1975年（昭和50年） - 開校。当時のもみじ台は白石区だった。
- 1978年（昭和53年） - 生徒数が1452名とピークを迎える。
- 1979年（昭和54年） - 札幌市立もみじ台南中学校に分割。
- 1982年（昭和57年） - 札幌市立青葉中学校に分割。
- 1984年（昭和59年） - 札幌市立厚別中学校に分割。
- 2021年（令和3年）　- 生徒数減少となった札幌市立もみじ台南中学校を2022年3月をもって統合することを決定。
- 2022年（令和4年）
  - 4月7日　第48回・統合第1回入学式が行われる。

## 通学区域
以下の小学校区を通学区域とする。
- 札幌市立もみじの森小学校
- 札幌市立もみじの丘小学校
- 札幌市立ひばりが丘小学校の一部

厚別区
- 青葉町11丁目～12丁目、14丁目～15丁目
- もみじ台西1丁目～7丁目
- もみじ台北1丁目～7丁目
- もみじ台東1丁目〜7丁目
- もみじ台南1丁目〜7丁目
- 厚別中央1条5丁目（3番～5番）
- 厚別中央1条6丁目～7丁目
- 厚別中央2条6丁目

## 標準服
男子は黒の指定型学生服(校章ボタン付き)とスラックス、女子は紺のセーラー(胸当てあり、衿にエンジ色の2本ライン)に、エンジ色の三角タイ、24本車ヒダスカート。女子の夏標準服はブラウスに紺のV衿ベスト、エンジ色の棒タイを着用。
なお、令和4(2022)年入学の1年生より、標準服がブレザーに改定された。

## 出身者
- GO-BANG'S（森若香織・谷島美砂・斉藤光子） - ロックバンド
- 佐々木慶子 - プロゴルファー
- 鈴木あゆみ - バスケットボール選手（元富士通レッドウェーブ）、日本代表）
- 瀬川隼郎 - プロ野球選手（元北海道日本ハムファイターズ）
- 曽田雄志 - サッカー選手（元コンサドーレ札幌）
- 津川祥吾 - 元衆議院議員
- 藤田征也 - サッカー選手（湘南ベルマーレ）
- 堀米悠斗 - サッカー選手（アルビレックス新潟）